# Brognaturo

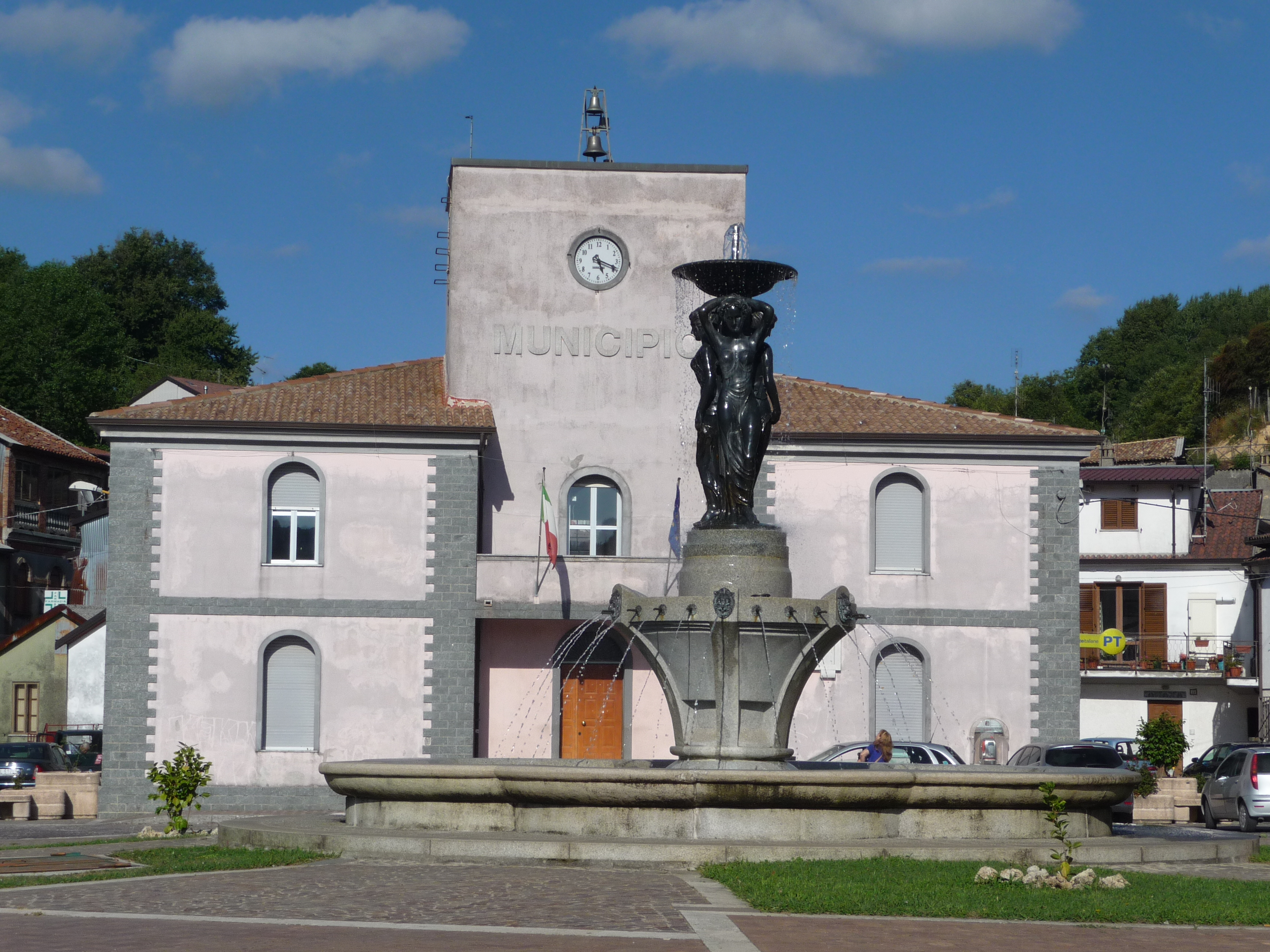
Gemeentehuis

Brognaturo is een gemeente in de Italiaanse provincie Vibo Valentia (regio Calabrië) en telt 712 inwoners (31-12-2004). De oppervlakte bedraagt 24,5 km², de bevolkingsdichtheid is 32 inwoners per km².

## Demografie
Brognaturo telt ongeveer 297 huishoudens. Het aantal inwoners daalde in de periode 1991-2001 met 8,0% volgens cijfers uit de tienjaarlijkse volkstellingen van ISTAT.
| Jaar | Inwoneraantal |
| ---- | ------------- |
| 1991 | 833           |
| 2001 | 766           |

## Geografie
De gemeente ligt op ongeveer 760 m boven zeeniveau.
Brognaturo grenst aan de volgende gemeenten: Badolato (CZ), Cardinale (CZ), Guardavalle (CZ), San Sostene (CZ), Santa Caterina dello Ionio (CZ), Simbario, Spadola, Stilo (RC).